# جوزفين تيلدن
جوزفين تيلدن (بالإنجليزية: Josephine Tilden)‏ هي عالمة نبات أمريكية، ولدت في 24 مارس 1869 في دافنبورت في الولايات المتحدة، وتوفيت في 15 مايو 1957.
سافرت تيلدن لمناطق عديدة وخاصةً حول المحيط الهادئ لجمع عيناتٍ نادرةٍ من النبيت. صنعت تيلدن أيضًا مجموعةً مُهمَّةً من الطحالب التي أخذتها من الجامعة واحتفظت بها في منزلها لمزيد من الدراسة بعد تقاعدها.

## حياتها
ولدت تيلدن في دافنبورت بولاية أيوا الأمريكية ونشأت في منيابولس. أبدت اهتمامًا مبكرًا بالنباتات ونشرت بحثًا عن علم النباتات المحليّة قبل أن تبدأ دراستها بجامعة منيسوتا. وفي عام 1895، حصلت على درجة البكالوريوس تلتها درجة الماجستير في العام التالي من الجامعة. وفي عام 1897 كتبت ورقةً عن النوازل الطحلبية (الترسبات الكلسية في سقوف الكهوف)، وهي ظاهرة اكتشفتها بالقرب من فوّارة حارّة في متنزه يلوستون الوطني.
أصبحت مدرّسةً في جامعتها الأم، حيث اهتمت بعلم الطحالب، لتصبح أوّل عالمة ضمن فريق العمل. كان رؤساءها في الجامعة قلقين، لكنهم وافقوا على تمويل هذا الاهتمام مقابل وعدها بالالتزام بالموضوع لمدّة خمس سنواتٍ على الأقل. في الواقع، استمرت تيلدن في التزامها حتّى وفاتها. كانت رحلتها الأولى إلى المحيط الهادئ إلى جزيرة فانكوفر. ورافقتها والدتها في العديد من هذه الرحلات.
كان تيلدن الداعم الأكبر لإنشاء محطة مينسوتا الساحلية في كندا. في عام 1900، سافرت بواسطة الزورق واكتشفت امتدادًا طويلًا غير مأهولٍ من ساحل كولومبيا البريطانية مع وفرة الطحالب وبِرَك المد والجزر. أعطاها مالك الأرض المنطقة مجانًا، واختارت أربعة فدادين (1.6 هكتار) كانت مثالية لإنشاء محطة أبحاث للطحالب. كانت المنطقة تعرف باسم الشاطئ النباتي في ما يسمى الآن حديقة خوان دي فوكا الإقليمية في كولومبيا البريطانية. كما تبرّعت تيلدن بأموالها الخاصّة لبناء محطة الأبحاث. وفي عام 1902 نشر كونواي ماكميلان شرحًا مطوّلًا عن المحطة الجديدة يقول فيها أنّ المفيد من موقعها هو أنّه كان على الطلاب القيام برحلة مهمة عبر أمريكا الشمالية للوصول إلى هناك.
سافر حوالي 30 من الأساتذة والطلاب إلى المحطة بالقطار كل صيف لدراسة الجيولوجيا وعلم الطحالب وعلم الحيوان وعلم التصنيف وعلم الأشنات، مع علماء مشهورين عالميًا شاركوا في سلسلة من المحاضرات. على الرغم من أنّ الطلاب عملوا لساعاتٍ طويلةٍ، إلّا أنّهم عملوا بجد لإمتاع أنفسهم برحلات السير على الأقدام والألعاب المسائية وسرد القصص - لتحويل مجموعة العلماء إلى زملاء متحابين. توضّح رسائل الطالبة أليس ميسز إلى والدتها خلال صيف عام 1906 أنّ إقامتها التي استمرت ستّة أسابيع في المحطة كانت تجربةً لا تُنسَى في حياتها.
بعد انتهاء الحملة، عرضت تيلدن بدورها هذه الأرض والمباني لجامعة مينيسوتا. وعلى الرغم من مناشدات البروفيسور كونواي ماكميلان وتيلدن، لكنّ الجامعة رفضت تحمّل مسؤولية الأرض في بلدٍ مختلف. في النهاية تخلّى ماكميلان عن القضية. وعلى الرغم من أنّ المحطة أُغلقَت في عام 1907، إلّا أنّ حماس تيلدن لم يُثبَّط، واستمرّت في قيادة البعثات البحثية إلى جنوب المحيط الهادئ، واستمرت في جمع العينات والكتابة لفترةٍ طويلةٍ بعد تقاعدها. استعيض عن محطة مينيسوتا الساحلية بمحطة ليك إتاسكا الحراجيّة والبيولوجيّة المحليّة في شمال مينسوتا في عام 1909. وفي العام التالي وعلى الرغم من عدم حصولها على درجة الدكتوراه، حصلت تيلدن على درجة الأستاذيّة الكاملة من جامعة مينسوتا.
كما نشرت أيضًا بحثًا بعنوان الطحالب في مينيسوتا في عام 1910 والتي غطّت فيه «الطحالب المخاطية (الطحالب الزرقاء المُخضرّة) في أمريكا الشمالية والمناطق المجاورة بما في ذلك أمريكا الوسطى وجرينلاند وبرمودا وجزر الهند الغربية وهاواي». لاحظ جورج فرانسيس أتكينسون عبر مراجعةٍ أكاديميّةٍ لكتابها أنّ العمل قد جُمِعَ في نفس الوقت في مكان واحد، لكنّه رحّب بمجلدٍ ثانٍ قد يكون ’’دراسةً شاملةً وناقدةً لهذه المادة ومقارنتها بالمواد المكتوبة‘‘، وسيكون ’’مساهمةً قيّمةً في علم الطحالب الأمريكية‘‘.
سافرت تيلدن في جميع أنحاء المحيط الهادئ لجمع النباتات المُجفّفَة. ونظّمت رحلةً حول العالم لعشرة طلاب غرضهم الوحيد هو جمع الطحالب وعيناتٍ أخرى. وحثّت تيلدن الطلاب على مرافقتها والحصول على قروضٍ ومِنَحٍ لتمويل الرحلة. لكن ذلك أدّى لإشاعة سمعةٍ سيئةٍ عنها بعدم النزاهة. ولم تحصل قط على إذنٍ رسميٍّ للرحلة، وعلى الرغم من أنّها طلبت بنودًا غير مدرجةٍ في الميزانية إلى الجامعة، ولم تُسدّد أحد القروض التي تعهدت بها. طلب منها عند عودتها ’’أن تتقاعد‘‘.
تقاعدت في عام  1937 بعد أن جمعت مجموعةً مُهمّةً من الطحالب. وحرصت رئيسة القسم البروفيسورة روزنتال، التي لديها ثأرٌ مع تيلدن، على التأكّد من عدم قدرتها على استعارة أيّ عيناتٍ من معشبة الجامعة. لكن تيلدن فاقتها حيلةً ودهاءً. وناشدت مجلس الجامعة الذي وافق على طلبها السماح لها بأخذ مجموعتها معها. رُتبت المجموعة في طابقٍ واحد من منزلها الجديد في فلوريدا واستخدمتها لنشر مزيدٍ من البحوث.
وفي عام 1935، نشرت كتابها «الطحالب وعلاقاتها الحياتية»، الذي كان أوّل عملٍ علميٍّ قامت به عالمةٌ أمريكيّةٌ لوصف مميزات الحياة البحرية ونبيت المياه العذبة.
يُستخدَم اختصار المؤلف المعياري في قائمة مختصرات أسماء علماء النبات تيلدن للإشارة إليها كمؤلف عند الاستشهاد باسمٍ نباتيٍّ.
توفيت تيلدن في فلوريدا في عام 1957. واستحوذ قسم النبات في جامعة مينيسوتا بعد وفاتها على العديد من عينات الطحالب التي احتفظت بها في منزلها بولاية فلوريدا من خلال التعاون مع جوزيف واشتر، الذي منحته الحق في التصرف بورثتها.

## منشورات مختارة
تتضمن الكتب والمقالات المختارة:
- طحالب مينسوتا: الطحالب المخاطية في أميركا الشمالية والمناطق المجاورة مثل أميركا الوسطى وجيرنلاند وبرمودا وجزر الهند الغربية وهاواي (2010). مجلس أعضاء الجامعة في منيابولس (مينسوتا).
- ملاحظات على بعض الطحالب الحرارية في أمريكا الغربية، (1898). الجريدة النباتية.
- بيزيكلاديا، جنس جديد من عائلة كلادوفوراكيا (1930). الجريدة النباتية.
- بعض الأنواع الجديدة من طحالب مينسوتا التي تعيش في منابت كلسية وسيليسية (1897). الجريدة النباتية.
- تصنيف الطحالب اعتمادًا على النشوء التطوري، مع مراجعة خاصة للتصبّغ (1933). الجريدة النباتية.

## إرثها
تيلدينا (كيفيرا) هو جنس من العث ينتمي لعائلة العنجوليات الذي سمَّي من قبل س.س.كوسينزكاجا في عام 1926 تقديرًا لتيلدن. تخلّت عن مجموعة نباتاتها لصديقها لكنّه قدّمها لجامعة مينسوتا. يوجد متحف صغير عنها. ولخّص أحد كُتّاب سيرتها الذاتية روايته بعنوان «الطحالب اللاذعة».